# Paolo Emilio Cesi
Paolo Emilio Cesi (* 1481 in Umbrien; † 5. August 1537 in Rom) war ein italienischer Kardinal der Römischen Kirche.

## Leben
Paolo Emilio Cesi wurde 1481 in Umbrien als ältester Sohn von Angelo Cesi (römischer Adliger und Anwalt) und Francesca Cardoli aus Narni geboren. Sein Bildungsweg, der zu einer kirchlichen Laufbahn führen sollte, mündete im Jurastudium, welches er in beiderlei Recht abschloss. Daraufhin ging er nach Rom und wurde Päpstlicher Sekretär, Kanoniker der Basilika Santa Maria Maggiore, Notar des Fünften Laterankonzils, Kanoniker der Vatikanischen Basilika, Apostolischer Protonotar und Regent der Apostolischen Kanzlei.
Er wurde am 1. Juli 1517 von Leo X. zum Kardinaldiakon von St. Nicholas inter Imagines erhoben. Kurz darauf wechselte er zur Titeldiakonie San Nicola in Carcere. Am 5. Juli 1523 war er Mitkonsekrator bei der Bischofsweihe von Cristoforo Numai. Im Verlauf seiner Karriere war er Administrator in den Diözesen Lund (Schweden), Sion (Schweiz), Todi (Italien), Narni (Italien), Cervia (Italien), Civita Castellana e Orte (Italien) und Massa Marittima (Italien). Bis zu seinem Tod behielt er jedoch lediglich Todi und Civita Castellana e Orte. 1534 wurde er Erzpriester der Basilika Santa Maria Maggiore sowie Kardinaldiakon der Titeldiakonie Sant’Eustachio, diesen Titel behielt er bis zu seinem Tod am 5. August 1537. Im Laufe seines Lebens nahm er an drei Konklaven teil, die zu den Wahlen von Hadrian VI. (1521/22), Clemenz VII. (1523) und Paul III. (1534) führten. Er wurde in einer Kapelle der Basilika Santa Maria Maggiore beigesetzt.

## Familienbeziehungen
Paolo Emilio Cesi war ein Bruder des Kardinals Federico Cesi, der zwar 19 Jahre jünger war, aber bereits drei Jahre nach seinem älteren Bruder die Kardinalswürde erhielt. Weiterhin war er mit den späteren Kardinälen Pierdonato Cesi seniore, Bartolomeo Cesi und Pierdonato Cesi iuniore verwandt.